# استان سپیک شرقی
سپیک شرقی یکی از استان‌های کشور پاپوآ گینه نو است. مرکز آن وواک است. طبق سرشماری سال ۲۰۰۰ میلادی این استان ۳۴۳۱۸۰ نفر جمعیت داشته‌است که این تعداد در پهنه ای به وسعت ۴۲۸۰۰ کیلومتر مربع پراکنده شده‌اند.

## تقسیمات
این استان از ۶ منطقه تشکیل شده‌است و این منطقه‌ها در مجموع دارای ۲۶ فرمانداری محلی هستند. لازم به ذکر است که هر فرمانداری محلی، در زمان آمار گیری به چند بخش تقسیم می‌شود.
| منطقه                   | مرکز منطقه | نام فرمانداری محلی                           |
| ----------------------- | ---------- | -------------------------------------------- |
| منطقه آمبونتی-درئیکیکیر | آمبونتی    | فرمانداری محلی روستایی آمبونتی               |
| منطقه آمبونتی-درئیکیکیر | آمبونتی    | فرمانداری محلی روستایی توناپ-محدوده هونستاین |
| منطقه آمبونتی-درئیکیکیر | آمبونتی    | فرمانداری محلی روستایی گاوانگا               |
| منطقه آمبونتی-درئیکیکیر | آمبونتی    | فرمانداری محلی روستایی درئیکیکیر             |
| منطقه آنگورام           | آنگورام    | فرمانداری محلی روستایی آنگورام-سپیک میانه    |
| منطقه آنگورام           | آنگورام    | فرمانداری محلی روستایی کرام                  |
| منطقه آنگورام           | آنگورام    | فرمانداری محلی روستایی کاراواری              |
| منطقه آنگورام           | آنگورام    | فرمانداری محلی روستایی مارینبورگ-سپیک سفلی   |
| منطقه آنگورام           | آنگورام    | فرمانداری محلی روستایی یوآت                  |
| منطقه ماپریک            | ماپریک     | فرمانداری محلی روستایی آلبیگز مامبلپ         |
| منطقه ماپریک            | ماپریک     | فرمانداری محلی روستایی بامبوئیتا موهیانگ     |
| منطقه ماپریک            | ماپریک     | فرمانداری محلی روستایی ماپریک وورا           |
| منطقه ماپریک            | ماپریک     | فرمانداری محلی روستایی یامیل تاماموئی        |
| منطقه وواک              | وواک       | فرمانداری محلی روستایی بوئیکین داگوآ         |
| منطقه وواک              | وواک       | فرمانداری محلی روستایی توروبو                |
| منطقه وواک              | وواک       | فرمانداری محلی روستایی جزایر وواک            |
| منطقه وواک              | وواک       | فرمانداری محلی روستایی وواک                  |
| منطقه وواک              | وواک       | فرمانداری محلی شهری وواک                     |
| منطقه ووزرا-گاوی        | ووزرا      | فرمانداری محلی روستایی بوروئی-کونائی         |
| منطقه ووزرا-گاوی        | ووزرا      | فرمانداری محلی روستایی گاوی                  |
| منطقه ووزرا-گاوی        | ووزرا      | فرمانداری محلی روستایی وزرا شمالی            |
| منطقه ووزرا-گاوی        | ووزرا      | فرمانداری محلی روستایی ووزرا جنوبی           |
| منطقه یانگورو-سائوسو    | یانگورو    | فرمانداری محلی روستایی یانگورو شرقی          |
| منطقه یانگورو-سائوسو    | یانگورو    | فرمانداری محلی روستایی نومبو                 |
| منطقه یانگورو-سائوسو    | یانگورو    | فرمانداری محلی روستایی سائوسو                |
| منطقه یانگورو-سائوسو    | یانگورو    | فرمانداری محلی روستایی یانگورو غربی          |